# Sommer-Paralympics 2008/Teilnehmer (Italien)
| stlisierte Goldmedaille | stlisierte Silbermedaille | stlisierte Bronzemedaille |
| ----------------------- | ------------------------- | ------------------------- |
| 4                       | 7                         | 7                         |

Italien nahm mit 86 Sportlern an den Sommer-Paralympics 2008 im chinesischen Peking teil.
Fahnenträgerin bei der Eröffnungsfeier war die Leichtathletin Francesca Porcellato. Am erfolgreichsten schnitt der Radsportler Fabio Triboli ab. Er gewann eine Gold- und zwei Bronzemedaillen.

## Teilnehmer nach Sportarten

### Bogenschießen
Frauen
- Elisabetta Mijno

Männer
- Fabio Luca Azzolini
- Oscar De Pellegrin
- Mario Esposito *
- Antonino Lisotta
- Alberto Simonelli, 1×  (Compound, Offen) *
- Marco Vitale, 1×  (Recurve, Klasse W1/W2) *

|* Mannschaftswettbewerbe
| Männer Recurve Offen (Bronze )                       |
| ---------------------------------------------------- |
| - Oscar De Pellegrin - Mario Esposito - Marco Vitale |

### Judo
Männer
- Matteo Ardit

### Leichtathletik
Frauen
- Giuseppina Gargano
- Francesca Porcellato

Männer
- Germano Bernardi
- Leonardo Bordoni
- Andrea Cionna
- Fabrizio Cocchi
- Walter Endrizzi, 1×  (Marathon, Klasse T46)
- Samuele Gobbi
- Roberto La Barbera
- Stefano Lippi
- Heros Marai
- Paolo Sorichetti

### Radsport
Frauen
- Cinzia Coluzzi
- Melissa Merloni
- Silvana Vinci

Männer
- Pierpaolo Addesi
- Giorgio Farroni, 1×  (Gemischtes Einzelstraßenrennen, Klasse CP1/CP2)
- Fabrizio Macchi
- Vittorio Podestà, 1×  (Einzelzeitfahren Straße, Klasse HC B)
- Fabio Triboli, 1×  (Einzelstraßenrennen, Klasse LC1/LC2/CP4), 2×  (Einzelzeitfahren Straße, Einzelverfolgung Bahn; Klasse LC1)
- Paolo Vigano, 1×  (Einzelverfolgung Bahn, Klasse LC4)

### Reiten
Frauen
- Silvia Veratti

Männer
- Mauro Caredda
- Andrea Vigon

### Rollstuhlfechten
Frauen
- Loredana Trigilia
- Rosalba Vettraino

Männer
- Matteo Betti
- Gerardo Mari
- Alberto Pellegrini, 1×  (Säbel Einzel, Kategorie A)
- Alessio Sarri
- Alberto Serafini

### Rollstuhltennis
Frauen
- Silvia De Maria
- Marianna Lauro

Männer
- Mario Gatelli
- Fabian Mazzei
- Giuseppe Polidori
- Antonio Raffaele

### Rudern
Frauen
- Agnese Moro
- Paola Protopapa *
- Graziana Saccocci *
- Stefania Elisabetta Toscano

Männer
- Luca Agoletto *
- Alessandro Franzetti *
- Simone Luigi Miramonti
- Daniele Signore *
- Daniele Stefanoni

|* Mannschaftswettbewerbe
| Mixed Vierer mit Steuerfrau/-mann (Gold )                                                      |
| ---------------------------------------------------------------------------------------------- |
| - Luca Agoletto - Alessandro Franzetti - Paola Protopapa - Graziana Saccocci - Daniele Signore |

### Schießen
Frauen
- Azzurra Ciani

Männer
- Ivano Borgato
- Giancarlo Iori
- Antonio Martella
- Oliviero Tiso

### Schwimmen
Frauen
- Cecilia Camellini, 2×  (50 Meter + 100 Meter Freistil, Klasse S11)
- Immacolata Cerasuolo
- Maria Poiani Panigati, 1×  (50 Meter Freistil, Klasse S11)
- Francesca Secci

Männer
- Filippo Bonacini
- Luca Mazzone
- Efrem Morelli
- Andrea Palantrani
- Calo Piccoli
- Alessandro Serpico

### Segeln
Männer
- Marco Collinetti
- Fabrizio Olmi
- Antonio Squizzato
- Massimo Venturini

### Tischtennis
Frauen
- Michela Brunelli *
- Federica Cudia *
- Maria Nardelli
- Pamela Pezzutto, 1×  (Einzel, Klasse 1/2) *
- Christina Ploner
- Clara Podda, 1×  (Einzel, Klasse 1/2) *
- Patrizia Saccà
- Valeria Zorzetto

Männer
- Manfredi Paolo Baroncelli
- Salvatore Caci
- Andrea Furlan
- Nicola Molitierno
- Giuseppe Vella

|* Mannschaftswettbewerbe
| Frauen Klasse 1–3 (Silber )                                         |
| ------------------------------------------------------------------- |
| - Michela Brunelli - Federica Cudia - Pamela Pezzutto - Clara Podda |